# Cinque soli
La locuzione cinque soli, nell'ambito dei miti della creazione, indica la credenza religiosa di Aztechi e Nahua, ampiamente descritta negli antichi testi e calendari, in cui il mondo attuale sarebbe stato preceduto da quattro altri cicli di creazione e distruzione.

## Origine
Deriva principalmente dalle credenze mitologiche, cosmologiche ed escatologiche e dalle tradizioni delle prime culture del Messico centrale e, più in generale, di tutta la Mesoamerica. La società azteca del tardo postclassico ereditò molte tradizioni relative ai racconti mesoamericani sulla creazione, nonostante abbia poi modificato ed integrato alcuni aspetti, aggiungendo interpretazioni romanzesche del tutto.
Nei miti della creazione di Aztechi e Nahua il tema centrale era la presenza di quattro mondi, o "Soli", preesistiti all'attuale universo. Questi mondi precedenti ed i loro abitanti erano stati creati, e poi distrutti da eventi catastrofici comandati dalle divinità. Il mondo in cui viviamo sarebbe il quinto sole, e gli aztechi amavano definirsi "il popolo del sole", il cui compito divino era di fare la guerra per poter fornire al sole il suo tlaxcaltiliztli (nutrimento). Senza di esso, il sole sarebbe scomparso dal cielo. Per cui la salute e la sopravvivenza dell'universo dipendeva dalle offerte di sangue e di cuori fatte al sole.

## I cinque soli
Dal vuoto che riempiva l'universo, il primo dio, Ometeotl, creò se stesso. Ometeotl era contemporaneamente maschio e femmina, buono e cattivo, luminoso ed oscuro, fuoco ed acqua, critico e magnanimo, il dio della dualità. Ometeotl generò quattro figli, i quattro Tezcatlipocas, ognuno dei quali presiedeva uno dei punti cardinali. Ad est c'era il Tezcatlipoca bianco, Quetzalcoatl, dio della luce, della misericordia e del vento; a sud il Tezcatlipoca blu, Huitzilopochtli, dio della guerra; ad ovest il Tezcatlipoca rosso, Xipe Totec, dio dell'oro, dell'agricoltura e della primavera; e a nord il Tezcatlipoca nero, conosciuto solo col nome Tezcatlipoca, dio del giudizio, della notte, dell'inganno, della magia e della Terra.
Furono questi quattro dei a creare tutti gli altri ed il mondo come lo conosciamo oggi, ma prima di creare dovevano distruggere. Ogni volta che provavano a creare qualcosa, il loro prodotto cadeva nell'acqua sottostante e veniva mangiato da Cipactli, l'enorme coccodrillo acquatico con fauci ad ogni articolazione. I quattro Tezcatlipocas diedero vita al primo popolo, un'etnia di giganti. Crearono gli altri dei, i più importanti dei quali furono quelli dell'acqua: Tlaloc, dio della pioggia e della fertilità, e Acuecucyoticihuati, dea dei laghi, dei fiumi e degli oceani, ed anche dea della bellezza. Per avere la luce serviva che un dio si trasformasse in sole, e fu scelto il Tezcatlipoca nero. Forse perché aveva perso una gamba, o forse perché era il dio della notte, riuscì solo a diventare un mezzo sole. Il mondo proseguì in questo modo per qualche tempo, ma una rivalità fraterna cresceva tra Quetzalcoatl ed il fratello, il forte sole, che Quetzalcoatl mandò via dal cielo con una mazza in pietra. Senza sole il mondo si ritrovò al buio, e colmo di rabbia Tezcatlipoca ordinò ai propri giaguari di mangiare tutte le persone.
Gli dei crearono un nuovo gruppo di persone che avrebbero abitato la Terra, questa volta di dimensioni normali. Quetzalcoatl divenne il nuovo sole e gli anni passarono, gli uomini sulla Terra crebbero meno e meno civilizzati, smettendo di dimostrarsi grati con gli dei. Per questo motivo Tezcatlipoca dimostrò il proprio potere e la propria autorità e, quale dio del giudizio e della magia, trasformò gli uomini in scimmie. Quetzalcoatl, che amava gli uomini per quello che erano, si addolorò e soffiò via tutte le scimmie dalla terra con un terribile uragano. Smise quindi di fare il sole per creare un nuovo popolo.
Tlaloc divenne il nuovo sole, ma Tezcatlipoca lo sedusse e gli rubò la moglie Xochiquetzal, dea del sesso, dei fiori e del mais. Tlaloc si rifiutò quindi di fare qualsiasi cosa oltre a crogiolarsi nel proprio dolore, tanto che una grande siccità colpì il mondo. Le preghiere degli uomini che chiedevano la pioggia seccarono il sole addolorato che le rifiutò, anche se gli uomini continuarono con le loro richieste. Alla fine rispose alle preghiere con una grande tempesta di fuoco, che proseguì finché la Terra non fu tutta arsa. Gli dei costruirono una nuova Terra con la cenere rimasta.
Il nuovo sole e nuova moglie di Tlaloc fu Acuecucyoticihuati. Amava molto gli uomini, ma Tezcatlipoca la pensava diversamente. Sia gli uomini sia Acuecucyoticihuati finirono sotto il suo giudizio quando disse alla dea dell'acqua che non era vero amore, ma che la sua era falsa bontà dovuta all'egoismo di ricevere preghiere dagli uomini. Acuecucyoticihuati fu tanto colpita da queste parole che pianse sangue per i successivi 52 giorni, causando una terribile inondazione che annegò tutti gli abitanti della Terra.
Quetzalcoatl non accettò la distruzione di queste persone, ed andò nel mondo sotterraneo dove rubò le loro ossa dal dio Mictlantecuhtli. Immerse queste ossa nel proprio sangue per farli risorgere, permettendogli di rivedere un cielo illuminato ora dal nuovo sole, Huitzilopochtli, tuttora esistente.
Alcuni degli ultimi figli di Ometeotl, i Tzitzimitl, o stelle, divennero gelosi della lucentezza e dell'importanza del fratello Huitzilopochtli. Il loro capo, Coyolxauhqui, dea della luna, li guidò in un assalto al sole ed ogni notte si avvicinavano alla vittoria brillando nel cielo, ma venivano sconfitti dal potente Huitzilopochtli che poi regnava durante il giorno. Per dare una mano a questo importante dio nella sua lotta quotidiana, gli Aztechi gli offrivano in pasto i sacrifici umani. Facevano gli stessi sacrifici anche a Tezcatlipoca temendone il giudizio, ed offrivano il proprio sangue a Quetzalcoatl che non voleva che uomini morissero per lui, per ringraziarlo del suo sacrificio di sangue, ed offrendo vari tipi di sacrificio a vari dei per diversi motivi. Se questi sacrifici venissero interrotti, o se l'umanità smettesse di ringraziare gli dei per qualsiasi motivo, il quinto sole diventerebbe nero, il mondo sarebbe scosso da un terremoto catastrofico, e gli Tzitzimitl ucciderebbero Huitzilopochtli e tutta l'umanità.

## Varianti e miti alternativi
Molto di quello che si conosce degli antichi Aztechi deriva dai pochi codici sopravvissuti, molti dei quali furono bruciati dagli spagnoli dopo la conquista. I loro miti possono essere contraddittori non solo a causa della mancanza di documentazione, ma anche perché esistono numerosi miti popolari che sembrano contraddirsi a vicenda per il fatto che sono frutto di tradizione orale, e per il fatto che gli Aztechi erano soliti assorbire gli dèi delle tribù con cui venivano in contatto, dandogli il nome e l'aspetto dei propri fondendone le storie. I vecchi miti possono essere molto simili ai nuovi, o contraddirsi a vicenda affermando che la stessa azione sia stata fatta da dei diversi. Un possibile motivo sarebbe che questi miti cambiarono in correlazione alla popolarità degli dei del tempo.
Secondo altre varianti del mito Coatlicue, dea della terra, era la madre dei quattro Tezcatlipocas e dei Tzitzimitl. In alcune versioni Quetzalcoatl nacque per primo da lei, mentre era ancora vergine, e spesso si cita il gemello Xolotl, guida dei morti e dio del fuoco. Tezcatlipoca fu poi fatto nascere da lei con un coltello in ossidiana, seguito dai Tzitzimitl e da Huitzilopochtli. Nella variante più popolare tra quelle che includono Coatlicue, lei dà alla luce per prima cosa i Tzitzimitl. Molto dopo nacque Huitzilopochtli, quando le apparve una misteriosa palla di piume. Gli Tzitzimitl decapitarono Coatlicue mentre era incinta, ritenendo offensivo il fatto che stava generando un altro figlio. Huitzilopochtli uscì dal suo utero maneggiando un serpente di fuoco ed iniziando la sua guerra epica con i Tzitzimitl, che vengono chiamati anche Centzonuitznaua. A volte si dice che Huitzilopochtli abbia decapitato Coyolxauhqui usandone la testa per fare la luna, o da lanciare in un canyon. In altre varianti la palla di piume sarebbe il padre di Huitzilopochtli o quello di Quetzalcoatl, ed a volte Xolotl.
Secondo altre variazioni solo Quetzalcoatl e Tezcatlipoca nacquero da Ometeotl, sostituito da Coatlicue in questo mito per il fatto che non aveva fedeli o templi al tempo dell'arrivo degli spagnoli. A volte si dice che la parte maschile di Ometeotl si chiamasse Ometecutli, e che la femminile fosse Omecihualt. Oppure che solo Quetzalcoatl e Tezcatlipoca furono generati da Cipactli, nota anche come Tlaltecuhtli, e che Xipe Totec e Huitzilopochtli costruirono il mondo partendo dal suo corpo. Secondo alcune versioni usò la propria gamba come esca per Cipactli, prima di smembrarla.
L'ordine dei primi quattro soli cambia spesso, anche se la versione raccontata nel paragrafo precedente è la più condivisa. Ogni fine del mondo è fortemente legata al dio che, in quel momento, era il sole, anche se la colpa della fine di Xochiquetzal non è sempre addossata alla pioggia di fuoco di Tlaloc, e a volte si dice che Acuecucyoticihuati abbia inondato il mondo volontariamente, senza l'intervento di Tezcatlipoca. Si dice anche che Tezcatlipoca creò un mezzo sole, che i suoi giaguari mangiarono prima dei giganti.
A volte si dice che il quinto sole sia un dio di nome Nanauatzin. In questa versione del mito discussero nell'oscurità per scegliere un nuovo sole che avrebbe dovuto autosacrificarsi gettandosi in un gigantesco falò. I due volontari furono i giovani figli di Tlaloc e Acuecucyoticihuati, Tecuciztecatl ed il primogenito Nanauatzin. Si crede che Nanauatzin fosse troppo vecchio per diventare un buon sole, ma ad entrambi fu data la possibilità di gettarsi. Tecuciztecatl provò per primo ma non fu sufficientemente coraggioso per camminare sul terreno ardente davanti alle fiamme, e tornò indietro. Nanauatzin camminò lentamente fino al falò, e poi al suo interno. Tecuciztecatl lo seguì. Il coraggioso Nanauatzin divenne l'attuale sole e Tecuciztecatl la meno spettacolare luna. Un dio che fa da ponte tra Nanauatzin e Huitzilopochtli è Tonatiuh, che era ferito, ma ringiovanì gettandosi nel fuoco e diventando il sole guerriero, vagando nei cieli con le anime di coloro che sono morti in battaglia, rifiutandosi di muoversi se non riceveva abbastanza sacrifici.

## Nella cultura di massa
- La versione del mito con Nanauatzin funge da cornice narrativa per il film messicano del 1991 In Necuepaliztli in Aztlan di Juan Mora Catlett.
- La versione del mito con Nanauatzin si trova anche nel film statunitense del 1996 The Five Suns: A Sacred History of Mexico di Patricia Amlin.
- I Rage Against the Machine fanno riferimento alla violenza interculturale come "quinto tramonto" nella loro canzone People of the Sun dell'album Evil Empire.
- La serie letteraria fantascientifica di Thomas Harlan In the Time of the Sixth Sun usa questo mito come punto centrale della trama, dove un'antica civiltà stellare ("il popolo del Primo Sole") era scomparsa lasciando per la galassia molti artefatti pericolosi.
- Il concetto dei cinque soli è accennato nella serie d'animazione Onyx Equinox quando Quetzalcoatl afferma che gli dei hanno creato l'umanità già quattro volte; Tezcatlipoca cerca di porre fine all'attuale era umana poiché crede che gli umani siano troppo avidi e sprechino il loro sangue in battaglia piuttosto che come sacrifici.